# Purchena
Purchena község Spanyolországban, Almería tartományban. Lakosainak száma 1533 fő (2024).

## Földrajza
Purchena Lúcar, Somontín, Urrácal, Olula del Río, Macael, Laroya, Suflí, Armuña de Almanzora és Oria községekkel határos.

## Népesség
A település lakosságának változását az alábbi diagram mutatja:
| Lakosok száma | 1602 | 1629 | 1653 | 1736 | 1771 | 1662 | 1638 | 1618 | 1636 | 1533 |
|               | 2001 | 2004 | 2006 | 2009 | 2011 | 2014 | 2016 | 2019 | 2021 | 2024 |